# Rafał Krenke
Rafał Marian Krenke – polski lekarz, prof. dr hab. nauk medycznych , Rektor Elekt Warszawskiego Uniwersytetu Medycznego, Dziekan Wydziału Lekarskiego Warszawskiego Uniwersytetu Medycznego, kierownik Katedry i Kliniki Chorób Wewnętrznych, Pneumonologii i Alergologii w Centralnym Szpitalu Klinicznym Uniwersyteckiego Centrum Klinicznego WUM.

## Życiorys
Ukończył II Liceum Ogólnokształcące im. J. Kasprowicza w Kutnie, gdzie w 1981 roku zdał egzamin maturalny z wyróżnieniem. Następnie podjął studia na Akademii Medycznej w Warszawie, które ukończył w 1987 roku, zdobywając dyplom lekarza medycyny z wyróżnieniem. W 1996 roku obronił pracę doktorską na I Wydziale Lekarskim Akademii Medycznej w Warszawie pod tytułem „Wpływ cyklofosfamidu na spowodowane hiperoksją uszkodzenie tkanki płucnej u świnek morskich”, której promotorem była prof. dr hab. bioch. Elżbieta Wałajtys-Rode. W 2012 roku uzyskał habilitację na Warszawskim Uniwersytecie Medycznym, przedstawiając rozprawę habilitacyjną pt. „Ocena czynności układu oddechowego i wskaźników wymiany gazowej u chorych kwalifikowanych do przeszczepienia wątroby”. W 2014 roku otrzymał tytuł profesora nauk medycznych.
W swojej karierze zawodowej pełnił liczne funkcje. Od października 2020 roku jest dziekanem Wydziału Lekarskiego Warszawskiego Uniwersytetu Medycznego. W latach 2016–2019 był prodziekanem I Wydziału Lekarskiego. Od 2014 roku jest ordynatorem i kierownikiem Katedry i Kliniki Chorób Wewnętrznych, Pneumonologii i Alergologii Wydziału Lekarskiego Warszawskiego Uniwersytetu Medycznego zlokalizowanej w Centralnym Szpitalu Klinicznym Uniwersyteckiego Centrum Klinicznego WUM przy ul. Banacha 1a w Warszawie. W latach 2007–2013 pełnił funkcję konsultanta ds. chorób płuc w Instytucie Hematologii i Transfuzjologii.

### Staże i szkolenia zagraniczne
- Klinika Lungen und Bronchialerkrankungen, Greifenstein, Niemcy (1990, 1991)
- Department of Chest Diseases St. Antonius Hospital, Nieuwegein, Holandia (1994, 1996)
- Ruhrlandklinik, Essen, Niemcy (1996)
- European Respiratory Society Course on Bronchoscopy, Heraklion, Grecja (2003)
- Department of Pneumology University of Murcia, Hiszpania (2008)
- Hôpital Nord, Marseille, Francja - Airway Stenting Course (2012)

Realizował wiele projektów badawczych, w tym granty badawcze finansowane przez NCN i NCBiR, dotyczące m.in. diagnostyki i leczenia chorób układu oddechowego. Pełnił funkcję recenzenta dla licznych czasopism naukowych, takich jak Lancet Respiratory Medicine, American Journal of Respiratory and Critical Care, Thorax, European Respiratory Journal i wiele innych.
W dziedzinie dydaktyki, od ponad 25 lat aktywnie uczestniczy w kształceniu studentów medycyny oraz lekarzy w ramach kształcenia podyplomowego. Prowadził ćwiczenia, seminaria oraz zajęcia warsztatowe, a także kierował pracami naukowymi studentów. Jest autorem rozdziałów w skryptach i podręcznikach dla studentów oraz lekarzy.
Jako organizator, podejmował aktywne działania mające na celu rozszerzenie spektrum diagnostycznych i leczniczych procedur wykonywanych w Klinice. Był inicjatorem i organizatorem projektu wprowadzenia przeszczepiania płuc w WUM, a także zorganizował nowoczesny Ośrodek Pneumonologii Interwencyjnej. Jako członek Komisji Ekspertów 32. Finału Wielkiej Orkiestry Świątecznej Pomocy w 2024 roku doradzał Zarządowi Fundacji w zakupie sprzętu pulmonologicznego.
Od 2014 roku pełni funkcję Konsultanta Wojewódzkiego w dziedzinie chorób płuc dla województwa mazowieckiego.
Jest członkiem wielu towarzystw naukowych, w tym Towarzystwa Internistów Polskich (zastępca przewodniczącego Oddziału Warszawskiego), Polskiego Towarzystwa Chorób Płuc (członek Zarządu Głównego) oraz European Respiratory Society. 

## Nagrody i odznaczenia
- Nagroda zespołowa Ministra Zdrowia i Opieki Społecznej za monografię pt. „Choroby opłucnej” (1998)
- Srebrny Krzyż Zasługi (2006)[7]
- Medal za Zasługi dla Ochrony Zdrowia (2011)
- Medal Komisji Edukacji Narodowej (2012)
- Złoty Krzyż Zasługi (2014)[8]
- Medal Srebrny za Długoletnią Służbę (2015)
- Nagroda zespołowa International Association for the Study of Lung Cancer dla najlepszego zespołu europejskiego sprawującego opiekę nad chorymi na raka płuca (2017)
- Krzyż Kawalerski Orderu Odrodzenia Polski (2019)[9]